# امردادگان

اَمُردادگان هفتمین روز از ماه اَمُرداد است (امُردادروز در امُردادماه) (هفتمین روز از امرداد در گاه‌شمار زرتشتی)، یکی از جشن‌های دوازدگانهٔ سالیانه ایرانی در روزهایِ هم‌نام‌شدنِ روز و ماه است؛ و برای گرامی‌داشتِ منش و کُنش و خویش‌کاری امُرداد (/ در گاهانِ زرتشت و اوستایِ پسین: اَمِرِتات به مفهومِ بی‌مرگی/ جاودانگی) یکی از فروزه‌هایِ شش‌گانهِ خِرَد و دانشِ فرمان‌روا بر فرارَوَندِ هستی (نام‌بُردار و شناخته به اهوره‌مَزدا) است. امشاسپندِ جاودانگیِ امرداد همواره در کنار امشاسپندِ رساییِ خرداد، نگهبان آب و گیاه هستند. ایرانیان در گذشته برای برگزاری این جشن به باغات و مزارع رفته و به شادی می‌پرداخته‌اند.
در یادگارهایِ کهن ایرانی، از این روز و جشنِ ویژهِ آن، سخنِ بسیار گفته‌شده‌است در متنِ پهلوی‌یِ بُندَهِش، می‌خوانیم:

امُردادِ بی‌مرگ، سَروَرِ گیاهانِ بی‌شمارست؛ زیرا او را به گیتی، گیاه، خویش است. گیاهان را رویانَد و رَمهِ گوسفندان را افزاید؛ زیرا همهِ دام‌ها از او خورند و زیست‌کنند. به فِرَشکردِ  [/ نوگردانی‌ی ِ جهان و زندگی در پایان ِ کار ِ جهان به سالاری‌ی ِ سوشیانت، رهاننده‌ای از تبار ِ زرتشت]، نیز «انوش» [/ خوراک ِ بی‌مرگی] را از امرداد آرایند. اگر کسی گیاه را رامش بخشد یا بیازارد، آن گاه امُرداد [از او] آسوده یا آزَرده بُوَد…
(گزارشِ دکتر مهرداد بهار در پژوهشی در اساطیرِ ایران، چاپ یکم، ص ۱۱۷)

با روی‌کرد به خویش‌کاری‌یِ امرداد در جهانِ اَستومَند (/ جهانِ مادّی) که نگاهبانی از گیاهانِ رویِ زمین و سرسبز و باروَرنگاه‌داشتنِ آنهاست، و نمادِ جاودانگی و بیمرگی و جوانی‌ی ی همیشگی به شمارمی‌آید، مسعود سعد ِ سلمان، چکامه‌پردازِ سدهٔ پنجمِ هجری، می‌گوید:
روزِ مُرداد [/ اَمُرداد] مُژده داد بدان

که جهان شد به طبع، باز جوان.
و همچنین می‌گوید:
مرداد مه است سخت خرم

مَی نوش پیاپی و دمادم
هریک از فروزه‌های دوازده‌گانه که جشن‌های هم‌نامی‌یِ روز و ماه برایِ گرامی‌داشتِ آن‌ها برگزارمی‌شود، گلِ ویژه‌ای دارد. گلِ ویژهِ امُرداد، زنبق (چمبک) است.
در برگ ۲۵۰ برگردان فارسی آثارالباقیه ابوریحان بیرونی چنین آمده‌است که:
«… مرداد ماه که روز هفتم آن مرداد روز است و آن روز را به انگیزهٔ پیش آمدن دو نام با هم، جشن می‌گرفتند. معنای امرداد آن است که مرگ و نیستی نداشته باشد. امرداد فرشته‌ای است که به نگهداری جهان و آراستن غذاها و داروها که اصل آن از نباتات است و بر کنار کردن گرسنگی و زیان و بیماری‌ها می‌باشد، کارگزاری یافته‌است…»
خیام در نوروز نامه می‌نویسد:
“مرداد ماه یعنی خاک، دادِ خویش بداد از بَرها ومیوهای پخته که در وی به کمال رسد و نیز هوا در وی مانند غبارِ خاک باشد و این ماه میانه تابستان بود و قسمت او از آفتاب، مر برج اسد را باشد. “
خیام به جای نام اَمرداد از واژه مرداد استفاده کرده‌است.

## تغییر تلفظ نام
ماه اَمرداد و جشن اَمردادگان امروزه به نام مردادگان، در بین مردم رایج است. مرداد به معنی نیستی و مرگ است اما وقتیکه حرف الف در اول آن قرار می‌گیرد آن را نفی می‌کند و به بی مرگی و جاودانگی، تغییر معنی می‌دهد؛ زیرا امرتات در زبان اوستایی و امرداد در زبان پهلوی، از ششمین امشاسپندان و یکی از صفات اهورامزدا در گات‌ها است که دلالت بر بی مرگی و جاودانگی و زوال ناپذیری اهورامزدا دارد.
و در این باره در زراتشت نامه چنین سروده شده‌است:
چو گفتار خردادش آمد به سر

همان گاه امرداد شد پیش تر
چو گفتار خردادش آمد به سر

همان گاه امرداد شد پیش تر
سخن گفت دربارهٔ رستنی

که زرتشت گوید ابا هر تنی
نباید به بیداد کردن تباه

به بیهوده برکندن از جایگاه
کزو راحت مردم و چار پاست

تبه کردن او، نه راه خداست